# 旱龙坑泡
旱龙坑泡是一个位于中国吉林省前郭尔罗斯县的湖泊，面积约为4.6平方千米，平均水深约为2米。